# Edoardo Amaldi
Edoardo Amaldi (n. 5 septembrie 1908, Carpaneto Piacentino, Emilia-Romagna, Italia – d. 5 decembrie 1989, Roma, Italia) a fost un fizician italian, activ în fizica nucleară și fizica particulelor elementare.
Amaldi a făcut parte din grupul „Ragazzi di Via Panisperna”, care a cercetat reacțiile nucleare induse de neutronii lenți. A adus contribuții la studiul radiației cosmice și la teoria monopolilor magnetici și undelor gravitaționale. A contribuit direct la înființarea Institutului Național de Fizică Nucleară (INFN) italian, a Organizației Europene pentru Cercetare Nucleară (CERN) și a Agenției Spațiale Europene (ESA). A fost titularul catedrei de fizică experimentală de la Universitatea Sapienza din Roma și președinte al academiei naționale italiene Accademia Nazionale dei Lincei.

## Legături externe
- Oral History interview transcript with Edoardo Amaldi 8 April 1963, American Institute of Physics, Niels Bohr Library and Archives Arhivat în 22 mai 2011, la Wayback Machine.
- Oral History interview transcript with Edoardo Amaldi 9, 10 April 1969, American Institute of Physics, Niels Bohr Library and Archives Arhivat în 22 noiembrie 2008, la Wayback Machine.
- Oral History interview transcript with Edoardo Amaldi 10 December 1982, American Institute of Physics, Niels Bohr Library and Archives Arhivat în 12 ianuarie 2015, la Wayback Machine.
- Annotated bibliography for Edoardo Amaldi from the Alsos Digital Library for Nuclear Issues Arhivat în 7 iulie 2010, la Wayback Machine.
- Amaldi's profile on INSPIRE-HEP